# 4월 8일
4월 8일은 그레고리력으로 98번째(윤년일 경우 99번째) 날에 해당한다.

## 사건
- 217년 - 로마 황제 카라칼라가 자신의 근위대장 마크리누스에 의해 암살되고 마크리누스 스스로 황제의 자리에 오르다.
- 1378년 - 교황 우르바노 6세 교황으로 추대됨
- 1605년 - 스웨덴의 카를 9세가 핀란드의 도시 오울루를 세우다.
- 1904년 - 영불 협상이 체결되다.
- 1967년 - 공군 제5 공수단 소속 C-46 수송기가 서울 청구동 무허가주택 밀집지역에 추락해 탑승자 24명, 주민 56명 등 80명이 사망했다.
- 1970년 - 와우아파트 붕괴 참사가 발생하다.
- 1982년 - 서울 서대문구에서 지하철 3호선 공사장이 붕괴되는 사고가 발생하여 10명이 사망하였다.
- 1993년 - 마케도니아 공화국이 유엔에 가입하다.
- 2008년 -
  - 대한민국 국방부는 2002년 6월에 발생한 서해 교전의 공식 명칭을 제2연평해전으로 변경한다고 발표했다.
  - 대한민국 삼성건설이 건설하는 아랍에미리트에 있는 부르즈 칼리파가 630m로 착공 38개월 만에 세계 최고 인공 구조물 기록을 갱신하다.
- 2020년 - 대한민국 제21대 국회의원 선거가 시행되었다.
- 2021년 - 2021년 서울특별시장 보궐선거에 당선된 오세훈의 임기가 시작되다.

## 문화
- 2017년 - SBS 주말극장이 26년 만에 종영되었다.

## 탄생
- 1512년 - 스코틀랜드의 국왕 제임스 5세. (~1542년)
- 1605년 - 스페인의 국왕 펠리페 4세. (~1665년)
- 1655년 - 신성 로마의 제국 사령관 루트비히 빌헬름 폰 바덴바덴 변경백. (~1707년)
- 1692년 - 이탈리아의 작곡가 주세페 타르티니. (~1770년)
- 1818년 - 덴마크의 국왕 크리스티안 9세. (~1906년)
- 1832년 - 독일의 군인 알프레트 폰 발더제. (~1904년)
- 1847년 - 오스트리아-헝가리 제국의 기업인 카를 비트겐슈타인. (~1913년)
- 1859년 - 독일의 철학자 에드문트 후설. (~1938년)
- 1861년 - 대한민국의 독립운동가, 정치인 손병희. (~1922년)
- 1869년 - 미국의 신경외과 의사 하비 쿠싱. (~1939년)
- 1870년 - 미국의 사격 선수 존 페인. (~1951년)
- 1875년 - 벨기에의 국왕 알베르 1세. (~1934년)
- 1882년 - 일제강점기의 관료 유진혁. (~?)
- 1889년 - 잉글랜드의 지휘자 에이드리언 볼트. (~1983년)
- 1892년 - 미국의 배우 메리 픽퍼드. (~1979년)
- 1896년 - 대한민국의 정치인 허정. (~1988년)
- 1898년 - 대한민국의 농학자 우장춘. (~1959년)
- 1905년 - 노르웨이의 스피드 스케이트 겸 사이클 선수 베른트 에벤센. (~1979년)
- 1908년 - 조선민주주의인민공화국의 음악가 리면상. (~1989년)
- 1911년
  - 미국의 화학자 멜빈 캘빈. (~1997년)
  - 일본의 음악가 후지야마 이치로. (~1993년)
- 1912년 - 노르웨이의 피겨 스케이팅 선수 소냐 헤니. (~1969년)
- 1918년 - 미국의 제38대 대통령 제럴드 포드의 부인 베티 포드. (~2011년)
- 1919년
  - 대한민국의 정치인 정희택. (~2000년)
  - 짐바브웨의 정치인 이언 스미스. (~2007년)
- 1926년
  - 독일의 신학자 위르겐 몰트만. (~2024년)
  - 미국의 희극인, 영화배우 셔키 그린. (~2023년)
- 1931년 - 북아일랜드의 가수 패디 벨. (~2005년)
- 1938년 - 가나의 외교관, 제7대 UN 사무총장 코피 아난. (~2018년)
- 1940년
  - 대한민국의 야구인 김응용.
  - 대한민국의 기업인 임성기. (~2020년)
- 1941년
  - 대한민국의 정치인 백영기. (~2024년)
  - 영국의 패션 디자이너 비비안 웨스트우드. (~2022년)
- 1944년 - 미국의 배우 조이 D. 비에이라. (~2025년)
- 1945년 - 대한민국의 배우 장용.
- 1946년 - 대한민국의 정치인, 전 외교통상부 장관 유명환.
- 1947년
  - 프랑스의 기업인, 세계무역기구 사무총장 파스칼 라미.
  - 타이완의 영화감독 허우샤오셴.
  - 미국의 작가 로버트 기요사키
- 1951년
  - 대한민국의 법조인, 전 법무부장관 이귀남.
  - 일본의 배우 모모이 가오리.
  - 아이슬란드의 정치인 게이르 호르데.
- 1953년 - 대한민국의 공무원 안철식. (~2009년)
- 1954년 - 미국의 야구 선수 게리 카터.
- 1955년
  - 대한민국의 전 야구 선수 김바위.
  - 조지아의 전 축구 선수, 현 축구 감독 알렉산드르 치바제.
  - 대한민국의 기초단체장 최명희.
- 1957년 - 일본의 레슬링 선수 오타 아키라.
- 1956년 - 프랑스의 배우 크리스틴 보이슨. (~2024년)
- 1960년
  - 미국의 소프라노 가수 데버러 보이트.
  - 미국의 배우 존 슈나이더.
- 1961년 - 대한민국의 산악인 유학재.
- 1963년 - 미국의 배우 딘 노리스.
- 1964년
  - 미국의 싱어송라이터 비즈 마키. (~2021년)
  - 미국의 권투 선수 앤드루 메이너드.
- 1966년
  - 대한민국의 정치인 최현덕.
  - 미국의 배우 로빈 라이트.
- 1967년
  - 일본의 성우 타나카 카즈나리.
  - 대한민국의 전 야구 선수 김경수.
- 1968년
  - 대한민국의 외교관 정병하.
  - 일본의 소설가 모리 에토.
  - 미국의 배우 패트리샤 아켓.
- 1969년 - 대한민국의 배우 정호빈.
- 1971년 - 대한민국의 현 야구 감독, 전 야구 코치, 전 야구 선수 조원우.
- 1972년 - 한국계 미국인 배우 성 강.
- 1973년 - 대만 태생 미국의 영화 프로듀서 댄 린.
- 1974년
  - 대한민국의 기업인 박지훈.
  - 미국의 군인 크리스 카일. (~2013년)
  - 스웨덴의 배우 소피아 레다르프.
- 1976년
  - 대한민국의 가수 고유진.
  - 대한민국의 야구 선수 임재철.
- 1977년
  - 스웨덴의 축구 선수 테레세 셰그란.
  - 중화민국의 민주진보당 당원 리보이.
- 1978년 - 일본의 가수 다이고 (브레이커즈).
- 1979년
  - 대한민국의 축구인, 축구 지도자 김은중.
  - 토고의 축구 선수 모하메드 카데르.
- 1981년 - 대한민국의 가수 거미.
- 1983년
  - 네덜란드의 축구 선수 엣손 브라프헤이트.
  - 대한민국의 가수, 배우 제이.
  - 대한민국의 배우 기은세.
  - 대한민국의 농구 선수 김은경.
- 1984년
  - 대한민국의 뮤지컬 배우 문진아.
  - 대한민국의 레이싱 모델 이예빈.
  - 대한민국의 축구 선수 김영빈.
  - 대한민국의 피겨 스케이트 선수 신예지.
  - 대한민구의 농구 선수 한정원.
- 1985년
  - 대한민국의 가수 김사은.
  - 대한민국의 정치인 손수조.
  - 대한민국의 희극인 백승훈.
- 1986년
  - 베네수엘라의 야구 선수 펠릭스 에르난데스.
  - 러시아의 축구 선수 이고리 아킨페예프.
  - 일본의 배우 사와지리 에리카.
  - 대한민국의 성우 윤아영.
- 1987년
  - 대한민국의 축구 선수 정의도.
  - 네덜란드의 축구 선수 로이스톤 드렌테.
  - 대한민국의 정치인 장혜영.
- 1988년
  - 대한민국의 야구 선수 김명성.
  - 대한민국의 축구 선수 김성준.
  - 대한민국의 야구 선수 장필준.
  - 대한민국의 희극인 김승진.
- 1989년
  - 대한민국의 전 축구 선수 김슬기.
  - 일본의 가수 다카하시 히토미.
  - 일본의 전 축구 선수 시모다 고헤이.
- 1990년
  - 대한민국의 가수 종현 (샤이니). (~2017년)
  - 대한민국의 바둑 기사 이영주.
- 1991년 - 일본의 가수 다카하시 미나미 (AKB48).
- 1992년 - 오스트레일리아의 축구 선수 매슈 라이언.
- 1993년
  - 대한민국의 배우 장미나.
  - 일본의 배우 마츠모토 가쿠.
  - 일본의 모델 오하시 리나.
- 1994년
  - 대한민국의 배구 선수 나경복.
  - 중국의 바둑 기사 롄샤오.
- 1995년
  - 미국의 양궁 선수 잭 개릿.
  - 일본의 성우, 배우 시라이시 하루카.
- 1996년 - 그리스의 사격 선수 아나 코라카키.
- 1997년
  - 대한민국의 가수 우진 (스트레이 키즈).
  - 일본의 배우 이치노세 하야테.
- 1998년
  - 브라질의 축구 선수 헤낭 로지.
  - 일본의 아이돌 가쓰다 리나.
- 2000년 - 대한민국의 축구 선수 김범수.
- 2002년
  - 대한민국의 배우 김혜진.
  - 대한민국의 축구 선수 강윤구.
- 2003년 - 대한민국의 축구 선수 강민준.
- 2004년 - 대한민국의 가수 주현. (라잇썸)
- 2008년 - 대한민국의 축구 선수 박도훈.

## 사망
- 217년 - 로마 제국의 제21대 황제 카라칼라. (186년~)
- 1364년 - 프랑스 발루아 왕가의 군주 장 2세. (1319년~)
- 1492년 - 이탈리아의 정치인, 시인 로렌초 데 메디치. (1449년~)
- 1676년 - 신성 로마 제국의 황후 클라우디아 펠리치타스 폰 외스터라이히티롤. (1653년~)
- 1748년 - 청나라의 황후 효현순황후. (1712년~)
- 1801년
  - 조선의 천주교 순교자 이승훈. (1756년~)
  - 조선 후기의 학자, 천주교 순교자 정약종. (1760년~)
  - 조선 후기의 학자, 천주교 순교자 이가환. (1742년~)
- 1835년 - 독일의 언어학자,철학자 빌헬름 폰 훔볼트. (1767년~)
- 1848년 - 이탈리아의 작곡가 가에타노 도니체티. (1797년~)
- 1881년 - 청나라의 황후 효정현황후. (1837년~)
- 1897년 - 독일의 정치인 하인리히 폰 슈테판. (1831년~)
- 1919년 - 헝가리의 물리학자 외트뵈시 로란드. (1848년~)
- 1925년 - 일제강점기의 실업인 홍충현. (1869년~)
- 1931년 - 스웨덴의 시인 에리크 악셀 카를펠트. (1864년~)
- 1943년 - 이스라엘의 언론인 이타마르 벤 아비. (1888년~)
- 1946년 - 중국 공산당의 지도자 보구. (1907년~)
- 1949년
  - 대한민국의 정치인 이병국. (1882년~)
  - 독일의 군인 빌헬름 아담. (1877년~)
- 1950년 - 러시아의 발레 무용수, 안무가 바츨라프 니진스키. (1890년~)
- 1970년 - 룩셈부르크의 여대공 부군 룩셈부르크 여대공 부군 펠릭스. (1893년~)
- 1973년 - 스페인의 화가 파블로 피카소. (1881년~)
- 1980년 - 대한민국의 정치인 김재황. (1912년~)
- 1981년 - 미국의 군인 오마 브래들리. (1893년~)
- 1986년 - 일본의 가수, 배우 오카다 유키코. (1967년~)
- 1989년
  - 대한민국의 배우, 정치인 이해랑. (1916년~)
  - 독일의 군인 알베르트 보어만. (1902년~)
- 1995년 - 미국의 역사학자 프레드 하비 해링턴. (1912년~)
- 2000년 - 미국의 배우 클레어 트레버. (1910년~)
- 2007년 - 대한민국의 배우, 성우 이도련. (1947년~)
- 2013년
  - 영국의 총리, 마거릿 대처. (1925년~)
  - 대한민국의 사진작가 보리. (1973년~)
- 2014년 - 미국의 프로레슬링 선수 얼티밋 워리어. (1959년~)
- 2017년
  - 대한민국의 시인 황금찬. (1918년~)
  - 대한민국의 영화감독 박남옥. (1923년~)
- 2019년
  - 대한민국의 기업인 조양호. (1949년~)
  - 러시아의 기업인 바실리 리하초프. (1952년~)
- 2022년
  - 미국의 언어학자 알렉산더 보빈. (1961년~)
  - 일본의 성우 마츠시마 미노리. (1940년~)
- 2023년
  - 미국의 영화배우 마이클 러너. (1941년~)
  - 미국의 영화배우 엘리자베스 허버드. (1933년~)
- 2024년
  - 미국의 군인 랄프 퍼켓. (1926년~)
  - 영국의 물리학자, 연구원 피터 힉스. (1929년~)
- 2025년
  - 도미니카공화국의 야구인 토니 블랑코. (1980년~)
  - 미국의 영화배우 니키 캣. (1970년~)

## 기념일
- 하나 마쯔리(Hana Matsuri) 일명 꽃축제, 석가탄신일: 일본
- 로마의 날

## 같이 보기
- 전날: 4월 7일 다음날: 4월 9일 - 전달: 3월 8일 다음달: 5월 8일
- 음력: 4월 8일
- 모두 보기